# ルキウス・サエニウス
ルキウス・サエニウスまたはルキウス・サエニウス・バルビヌス（ラテン語: Lucius Saenius (Balbinus)、生没年不明）は紀元前1世紀後期・1世紀前期の共和政ローマ・帝政ローマの政治家・軍人。紀元前30年に補充執政官（コンスル・スフェクトゥス）を務めた。

## 出自
サエニウス氏族は、ほぼ無名のプレブスである。ある碑文のおかげで、サエニウスの父のプラエノーメンもルキウスであることが分かる。サッルスティウスはファエスラエからのカティリナ反乱の報告を受け取った元老院議員をルキウス・サエニウスとしているが、これがサエニウスの父と思われる。このことから、氏族はファエスラエの出身か、少なくともエトルリアに起源を持つと考えられる。

## 経歴
サエニウスはオクタウィアヌスのおかげでキャリアを得ることができた。紀元前30年、4度目の執政官に就任したオクタウィアヌスは、サエニウスを補充執政官に任じて彼の同僚とした。サエニウスが補充執政官を務めたのは、11月1日から年末までの2ヶ月間であるが、彼に関する信頼できる記録はこの期間のみである。サエニウスは執政官としてサエニウス法（lex Saenia）を成立させ、オクタウィアヌスを含むいくつかのプレブス氏族をパトリキ（貴族）に任じた。古代の資料はこの法の成立を紀元前29年としているが、これはオクタウィアヌスが属州視察からローマに戻った後、元老院と民会での決議後に正式発効されたためと推定される。
歴史学者はアッピアノスが紀元前30年の補充執政官の一人をバルビヌスとしていることに注目している。この記載は他の資料には見られないが、他の補充執政官はコグノーメン（第三名、家族名）が明らかであることから、（アッピアノスが間違っていなければ）バルビヌスはサエニウスのコグノーメンと思われる。この場合、サエニウスは紀元前40年代のカエサルとポンペイウスの内戦ではポンペイウス派に属しており、その敗北を乗り越えてオクタウィアヌスの支持者になったことになる。
アッピアノスはサエニウス（バルビヌス）が補充執政官を務めているときのエピソードを一つ語っている。第二回三頭政治の一人で、オクタウィアヌス打倒を図って失敗したマルクス・アエミリウス・レピドゥスが、隠遁していた田舎から出てきてサエニウスに願い事をした。レピドゥスの息子は陰謀を企てたがガイウス・マエケナスが迅速かつ秘密裏に鎮圧してた。このとき、レピドゥスの息子だけではなく妻も大逆罪で起訴された（レピドゥス本人は何の力もなかったので起訴されなかった）。息子はアクティウムにいたオクタウィアヌスのところに送られたが、妻を遠くに移送するのを避けるため、レピドゥスはサエニウスに妻の保釈を懇願したのである。何度か追い払われながらも、「私は（ポンペイウス派であった）あなたをプロスクリプティオ（粛清リスト）に載せたわけではないが、今の私はそれらの人々より劣っている。人間の運命の変転と、今あなたの前に嘆願者として立っている私を見て欲しい。妻がオクタウィアヌスの前に現れることを保証して頂きたい、さもなくば私も一緒に行かせて欲しい」。レピドゥスがこのように話すと、サエニウスは彼の逆境を哀れに思い、レピドゥスの妻を開放した。

## 参考資料

### 古代の資料
- アッピアノス『ローマ史』
- タキトゥス『同時代史』
- ガイウス・サッルスティウス・クリスプス『カティリーナの陰謀』

### 研究書
- Broughton R. Magistrates of the Roman Republic. - New York, 1952. - Vol. II. - P. 558.
- Nagl A. Saenius 1 // Paulys Realencyclopädie der classischen Altertumswissenschaft . - 1921. - Bd. I, A, 2. - Kol. 1722.
- Nagl A. Saenius 2 // Paulys Realencyclopädie der classischen Altertumswissenschaft . - 1921. - Bd. I, A, 2. - Kol. 1722.